# Ernesta Robert-Mérignac
Ernesta Robert-Mérignac, née le 25 août 1849 à Saint-Omer et morte le 18 février 1933 à Paris, est une sculptrice française.

## Biographie
Ernestine Léonie Robert est la fille de Charles Gustave Robert, compositeur typographe, et de Julie Emma Prince.
En 1886, elle épouse Émile François Mérignac, professeur d'escrime ; Georges Grison et Édouard Ravel de Malval sont témoins du mariage. Elle devient la tante de Lucien Mérignac.
Élève de Paul Darbefeuille, de Georges Récipon et de Geneviève Granger, elle expose au Salon à partir de 1904. En 1911 elle obtient le Prix de sculpture de l'Union des Femmes peintres et sculpteurs.
Elle souhaite mettre en commun les travaux de femmes artistes et lettrées, et crée la Société des Unes en 1905.
En 1907, elle est nommée officier d'académie et obtient une mention honorable.
Escrimeuse, elle grave le portrait de nombreux grands escrimeurs, et également celui du maréchal Joffre et du maréchal Foch.
En 1911 elle obtient le Prix de sculpture de l'Union des Femmes peintres et sculpteurs et au Salon de 1913, une salle entière est consacrée à ses oeuvres.
En 1924, elle participe aux compétitions artistiques aux Jeux olympiques d'été de 1924.
Elle meurt à son domicile de la rue Monsieur-le-Prince à l'âge de 83 ans.